# Invernadas
Invernadas es una localidad de la provincia de Buenos Aires, Argentina, perteneciente al partido de General Madariaga.

## Ubicación
Invernadas se encuentra a 10 km de General Madariaga, a 37 km de Pinamar y a 41 km de Villa Gesell.

## Población
Durante los censos nacionales del INDEC de 2001 y 2010 fue considerada como población rural dispersa.

## Acceso
La única manera de acceder a esta localidad es mediante la RP 62 la cual pasa por Invernadas y conecta con General Madariaga y General Guido.
En la localidad también se encuentra la estación Invernadas del Ferrocarril General Roca, pero los trenes no se detienen en esta estación.